# Процесът
Вижте пояснителната страница за други значения на Процесът.
Процесът (на немски: Der Process, по-късно като Der Prozess и Der Prozeß) е роман на Франц Кафка, първоначално публикуван през 1925. Една от най-известните творби на Кафка, той разказва историята на мъж, арестуван и разследван от дистанционен, недостъпен орган, като естеството на неговото престъпление остава неразкрито нито на него, нито на читателя.
Подобно на другите романи на Кафка, Процесът никога не е завършен, въпреки че тя включва глава, която довежда историята до край. Поради това са налице несъответствия във времето, както и други прекъсвания в разказа.
След смъртта на Кафка през 1924, неговият приятел и изпълнител на литературните му завети Макс Брод редактира текста за издаване.

## Резюме на сюжета
На тридесетия си рожден ден, прокуристът на банка, Йозеф K., е неочаквано арестуван от двама неидентифицирани агенти от неуточнена агенция за неуточнено престъпление. Шефът на агентите пристига по-късно и провежда мини трибунал в стаята на съседката на К., госпожица Брюстнер. K. не е отведен, а е оставен „свободен“ да чака инструкции от следствената комисия. Той отива на работа и същата нощ се извинява на госпожица Бюрстнер за нахлуването в нейната стая. В края на разговора той изведнъж я целува.
K. получава телефонно обаждане, че е призован в съда, а като дата е определена идващата неделя. Часът не е определен, не му е даден и адрес. Накрая адресът се оказа огромна постройка, в която се дават квартири на сиромаси. K. трябва да изследва, за да намери съда, който се оказва, че се намира на тавана. Стаята е задушна, опърпана и претъпкана, и въпреки че няма идея в какво е обвинен или кой води процеса, държи дълга реч, омаловажаваща целият процес, включително агентите, които са го арестували и по време на която съпругата на един прислужник е изнасилена. Тогава се прибира вкъщи.
K. по-късно посещава съда отново, въпреки че не е бил призован. Съдът не е в сесия. Вместо това той говори със съпругата на прислужника, която се опитва да го съблазни да я отведе от тук и която му дава повече информация за процеса, и предлага да му помогне. K. по-късно отива с прислужника на по-високо ниво, където се оказва, че се помещават офисите на съда, които са опърпани и задушни.
K. се връща вкъщи и вижда, че госпожица Монтаг, наемателка на друга стая, се премества при госпожица Бюрстнер. Той подозира, че това се прави, за да му попречи да се сближи с последната. В допълнение се появява и друг наемател - капитан Ланц, който изглежда, че е в „отбора“ на Монтаг.
По-късно, в един килер на неговата банка, К. открива двамата агенти, които са го арестували, да биват налагани от бияч в резултат на жалбите на К. пред съда. K. се опитва да спори с бияча, казвайки че хората не трябва да бъдат бити с камшик, но биячът е непреклонен. Следващият ден той се връща в килера и е шокиран да види всичко така, както го е оставил предния ден, включително бияча с камшика и двамата агенти.
K. е посетен от чичо си, който е бивш настойник на К. Чичото изглежда притеснен и отчаян от затрудненото положение на К. Симпатизиращ в началото, впоследствие той е загрижен, че К. подценява сериозността на случая. Чичото представя К. на адвокат в присъствието на Лени – медицинска сестра, която чичото на К. подозира, че е любовница на адвоката. По време на обсъждането става ясно коло този процес е по-различен от обикновените правни производства – прилага се презумпцията на виновност, бюрокрацията доминира на много нива и всичко е тайно - обвинението, правилата на съда, органа, седящ зад съда – дори самоличността на съдиите на по-високите нива. Адвокатът му казва, че може да изготви резюме за К., но понеже обвинението и правилата са неизвестни, това е трудоемка работа. Също така напълно е възможно никога да не бъде прочетено, но в същото време е много важно да го има. Адвокатът добавя, че най-важната негова задача е да се договори с могъщите съдебни служители зад кулисите. По време на раговора адвокатът разкрива, че канцеларският директор стои скрит в тъмното в ъгъла. Канцеларският директор излиза от тъмнината и се присъединява към разговора, но К. е извикан навън от Лени, която го завежда в съседната стая, където тя предлага да му помогне и го прелъстява. Те имат сексуален контакт. След това отвън К. среща чичо си, който е бесен и претендира, че липсата на уважение от страна на К. влияе зле за случая му.
K. посещава адвоката няколко пъти. Адвокатът непрекъснато му казва колко бедствено е неговото положение и му разказва много истории за други безнадеждни клиенти и неговите задкулисни усилия от името на тези клиенти, и се хвали с многото си връзки. Заданието никога не е завършено. Работата на K. в банката се разстройва и той е обзет от тревога от своето дело.
K. е изненадан от един от неговите клиенти в банката, който му казва, че е запознат, че срещу К. се води дело. Клиентът е научил за това от Титорели, художник, който е разказал на клиента за делото на К. и отношенията му със съда. Клиентът съветва К. да отиде при Титорели за съвет. Титорели живее на тавана в жилище в предградие в противоположната на съда страна на града. Три тийнейджърки се присмиват на К. и го закачат „сексуално“. Титорели се оказва официален художник на портрети за съда – наследяема позиция, и има задълбочени познания на протичащите в съда процеси. К. научава, че доколкото Титорели знае, нито един ответник никога не е бил оправдаван. Той представя опциите пред К. и предлага да му помогне с една от тях. Опциите са: получаване на временно оправдаване от долна инстанция, която може да бъде отменена по всяко време от по-високо ниво, водещо до възобновяване на процеса; или услуга от нисшестоящи съдии за протакане на делото. Титорели показва на К. да излезе от малка задна врата, понеже момичетата са блокирали вратата, през която К. е влязъл. За недоумение на К., вратата отваря друг лабиринт от офисите на съда – отново опърпани и задушни.
K. решава да поеме контрола на нещата в свои ръце и посещава своя адвокат с намерението да оттегли пълномощното за представителство. В дома на адвоката той се запознава с един потиснат индивид, Блок, клиент, който предлага на К. частично прозрение от перспективата на клиент. Делото на Блок продължава пет години и той се е превърнал от проспериращ бизнесмен в почти банкрутирал и е практически поробен от зависимостта си от адвоката и Лени, с която изглежда да е сексуално „ангажиран“. Адвокатът се подиграва с Блок пред К. за неговото кучешко раболепие. Тези впечатления допълнително отравят мнението на К. за адвоката. (Тази глава е останала недовършена от автора.)
K. е помолен от банката да покаже на един италиански клиент околните места, представляващи културен интерес, но италианският клиент, притиснат от времето, моли К. да го заведе само в Катедралата, определяйки час за среща там. Когато клиентът не се появява, К. разглежда катедралата, която е пуста с изключение на една старица и един църковен служител. K. забелязва свещеник, който изглежда, че се подготвя да изнесе проповед от малък амвон. Когато той започва, K. тръгва да излиза, но е призован да остане в залата. Вместо да произнесе проповед, свещеникът извиква името на К. K. доближава амвона и свещеникът го упреква за неговото отношение към процеса и за търсенето на чужда помощ, особено от жени. K. го моли да слезе, а двама души влизат и се разхождат в катедралата. Свещеникът работи за съда като капелан и казва на К. притча (която е публикувана отделно като „Преди закона“), която има за цел да обясни неговото положение. K. и свещеникът обсъждат притчата. Свещеникът казва на К., че притчата е древен текст на съда и много поколения съдебни служители са правили интерпретации.
В навечерието на тридесет и първия рожден ден на K. двама мъже пристигат в неговия апартамент. Той ги очаква и оказва малка съпротива – всъщност двамата мъже получават указания от К. докато го водят из града. К. ги завежда до една каменоломна, където двамата мъже поставят главата на К. върху един откъртен камък. Един от мъжете изважда двуостър касапски нож и докато двамата мъже си го разменят напред-назад между тях, разказвачът ни казва, че „K. изведнъж проумя, че всъщност би било негов дълг да улови ножа, когато той минаваше от ръка в ръка над него и сам да го забие в гърдите си“. Той не взема ножа. Един от мъжете държи неговото рамо, а другият забива ножа дълбоко в сърцето и го завърта два пъти. Последните думи на K. са: „Като куче!“

## Персонажи
- Йозеф K. – Главният герой (протагонистът) в историята.
- Госпожица Бюрстнер – Живее в съседната стая в къщата, в която живее и Йозеф K. Тя го оставя да я целува една нощ, но след това го отблъсква. Появява се отново за кратко във финалните страници на романа.
- Госпожица Монтаг – Приятелка на Госпожица Бюрстнер, тя говори на K. за прекратяване на връзката му с Госпожица Бюрстнер след неговият арест. Тя твърди, че може да му донесе прозрение, защото тя е обективна трета страна.
- Вилем и Франц – Служителите, които една сутрин арестуват K., но отказват да разкрият престъплението, което е обвинен, че е извършил.
- Инспекторът – Мъжът, който води разследването в къщата (квартирата) на Йозеф К. и го информира официално, че е арестуван.
- Рабенщайнер, Кулих и Каминер – Младши банкови служители, които присъстват на изслушването в пансиона.
- Госпожа Грубах – Собственичката на къщата, в която K. живее. За нея K. е на висока почит, независимо от неговия арест.
- Жената в съда – В нейната къща се състои първото заседание от делото на K. Тя търси помощ от K., защото не иска да бъде магистратите да злоупотребяват повече с нея.
- Студентът – Деформиран човек, който действа по заповед на съдията. Ще бъде могъщ човек в бъдеще.
- Съдията – Първият съдия на K. В първия процес обърква K. с бояджия.
- Чичо Карл – Поривист чичо на K. от провинцията, бивш негов настойник. След като научава за процеса, Карл настоява К. да наеме господин Хулд като адвокат.
- Господин Хулд, адвокат – Помпозният и претенциозен адвокат на K., който предоставя почти нищо в областта на действието и много повече в областта на анекдота.
- Лени – медицинската сестра на Господин Хулд, тя има чувства към Йозеф К. и скоро става негова любовница. Тя му показва ципестата си ръка, още една препратка към мотива за ръката в цялата книга. Очевидно, тя намира обвинените мъже за безкрайно атрактивни – факта за тяхното обвиненеи ги прави неустоими за нея.
- Алберт – канцеларски директор в съда и приятел на Хулд.
- Биячът – човекът, който наказва Франц и Вилем в банката след жалбите на К. срещу двамата агенти.
- Вицепрезидентът – мазен съперник на К. в банката, само чакащ да го хване в компрометираща ситуация. Той многократно се възползва от заетостта на К. с процеса, за да придвижи своите амбиции.
- Президентът – Управителят на банката. Болнав човек, чиято позиция Вицепрезидентът се опитва да заеме. Държи се добре с К., като го кани на различни събития.
- Руди Блок, търговец – Блок е друг обвиняем и клиент на Хулд. Неговото дело е от преди 5 години и той е само сянка на проспериращия търговец на зърно, какъвто някога е бил. Цялото си време, енергия и ресурси той посвещава на неговото дело. Въпреки че той е наел допълнително пет адвоката, той е напълно и трогателно подчинен на Хулд.
- Производителят – Човек, който чува за процесът на К. и го съветва да се види с един художник, който знае как функционира съдебната система.
- Титорели, Художник – Титорели наследява позицията съдебен художник от баща си. Той знае много за това, което влиза и излиза от най-ниското ниво на съда. Той предлага да помогне на K. и успява да пробута на обвиняемия мъж няколко идентични картини с ландшафт.
- Свещеникът – затворнически капелан, когото K. среща в църквата. Свещеникът съветва K. да приеме съдбата си, т.к. неговият случай се развива неблагоприятно.
- Пазачът и фермерът – герои от притчата на капелана.

## Законност
В скорошно изследване, базирано на писанията на Кафка, Реза Бенакар посочва, че много от описанията на Кафка на закона и законността често се третират като метафори за неща, различни от закона, но също така достойни за изследване като особена концепция на закона и законността, която оперира парадоксално като интегрална част от човешкото състояние в модерността. Жозеф K. и неговият необясним опит със закона в Процесът например е повлиян от действителен правен случай, в който Кафка е замесен.

## Филмови адаптации
- Във филмовата адаптация от 1962 на Орсън Уелс Процесът, ролята на Жозеф K. се изпълнява от Антъни Пъркинс.
- Филмът на Мартин Скорсезе от 1985 г. Часове по-късно е римейк на Процесът.
- Процесът от 1993 г. е базиран на сценарийна адаптация на Харолд Пинтър и с участието на Кайл Маклахлън и Антъни Хопкинс.

## Театрални и оперни адаптации
- Сценаристът и режисьор Стивън Беркоф адаптира няколко от романите на Кафка в пиеси и ги поставя на сцената. Неговата версия на Процесът е първоначално играна през 1970 в Лондон и е публикувана през 1981.[3]
- Базираният в Чикаго сценарист, Грег Алън, написва и режисира K., базиран на Процесът. Той е продуциран от Хипокрит и се играе няколко месеца през 2010 в Шопен Театър в Чикаго.[4]
- Йозеф K, по сценарий на Том Баздън и базиран на Процесът, се играе в модерен Лондон, като в ролята на протагонистът е банкера от ситито. Играе се в Гейт Театър, Нотинг Хил, Лондон, в края на 2010.[5]
- Gottfried von Einem написан като опера, Der Prozeß, базирана на ромата. Нейният американски дебют е режисиран от Ото Преминджър.
- Сценаристът Серж Ламот адаптира Процесът за сцената. Режисиран от Франсоа Жирар, неговата версия на Процесът е представена за пръв път през 2004 в Монреал и Отава, Канада, и издадена през 2005.

## Избрани издания
- Oxford World's Classics, 4 октомври 2009, Translation: Mike Mitchell, ISBN 978-0-19-923829-3
- Dover Thrift Editions, 22 юли 2009, Translation: David Wyllie, ISBN 978-0-486-47061-0
- Penguin Modern Classics, 29 юни 2000, Translation: Idris Parry, ISBN 978-0-14-118290-2
- Schocken Books, 25 май 1999, Translation: Breon Mitchell, ISBN 978-0-8052-0999-0 Translator's preface is available online [6]
- Everyman's Library, 30 юни 1992, Translation: Willa and Edwin Muir, ISBN 978-0-679-40994-6